# 기무라 호노
기무라 호노(木村穂乃, きむら ほの, 1997년 6월 4일~)는 일본의 언론인이자 NHK 소속의 아나운서이다.
일본 군마현 이세사키시 출생이다. 마에바시시에 있는 군마현립 마에바시 여자고등학교를 졸업하고, 도쿄도 하치오지시에 있는 주오 대학 법학부 정치학과에 입학했지만 중퇴하고 재수해서 도쿄도 분쿄구에 있는 오차노미즈 여자대학 문교육학부 인간사회과학과 졸업하였다. 졸업 후 2020년 NHK에 입사하였으며, 첫 부임지인 NHK 니가타 방송국에서 활동을 시작하여 2023년 3월 31일까지 일하였다. 이후 2023년 4월 조직개편에 따라 NHK 나고야 방송국으로 옮겼다.

## 프로그램 경력

### NHK 니가타 방송국 시절(2020년~2023년 3월)
- 니가타 뉴스 610 진행: 2022년 4월 7일~2023년 3월 30일, 목·금 캐스터
- 니가타현 뉴스·중계·리포트
- NHK 뉴스 오하요 일본 수도권 뉴스: 2021년 4월 10일, 니가타현 다이나이시의 중계 리포터

### NHK 나고야 방송국 시절(2023년 4월 3일~)
- 아이치현 뉴스·중계·리포트
- NHK 뉴스 오하요 도카이 격주진행: 2023년 4월 3일~

## 에피소드
- 좋아하는 음식은 불고기, 팟타이이다.
- 그녀는 오차노미즈 여자대학 재학중, 2018년도의「미즈콘 2018」에 출장했다.